# Andrault de Buy
Andrault de Buy – polski herb szlachecki z indygenatu.

## Opis herbu
Opis zgodnie z klasycznymi regułami blazonowania:
Na tarczy dwudzielnej w słup, o trzech polach w polu prawym czerwonym pół orła białego z koroną królewską, ze złotym snopem zboża w prawym szponie. W lewym górnym błękitnym trzy gwiazdy złote, dwie nad jedną, w dolnym czerwonym skos błękitny z trzema liliami srebrnymi nad trzema takimiż rzekami. Herbarz Tadeusza Gajla powołując się na J.Siebmachera podaje lilie złote, a w miejsce rzek kładzie pasy.

## Najwcześniejsze wzmianki
Franciszek Andrault de Buy, hrabia de Langeron, szlachcic francuski, generał wojsk niemieckich na żołdzie polskim otrzymał od Jana Kazimierza w 1658 roku udostojnienie herbu rodowego orłem białym i snopkiem Wazów. Stosowny dokument wystawiono 10 sierpnia 1658 r.

## Herbowni
Andrault de Buy, Antonowicz, Bogajewski.